# Deniz Undav
Deniz Undav, född 19 juli 1996 i Varel, är en tysk fotbollsspelare som spelar för Stuttgart, och Tysklands landslag.

## Karriär
Undav inledde sin seniorkarriär i TSV Havelse år 2015. Han har även spelat i SV Meppen och Royale Union Saint-Gilloise innan han 2022 värvades av Brighton i premier league. 2023 lånades han ut till Stuttgart. 2023 debuterade han i det tyska A-lagslaget. Han medverkade i EM i fotboll 2024.